# Tennessee Johnson
Tennessee Johnson (englischer und ursprünglich geplanter Titel: Man on America’s Conscience) ist eine US-amerikanische Filmbiografie aus dem Jahre 1942. Regie führte William Dieterle; das Drehbuch schrieben John L. Balderston und Wells Root auf der Basis eines älteren Drehbuchs von Milton Gunzburg und Alvin Meyers. Die Hauptrollen spielten Van Heflin, Lionel Barrymore und Ruth Hussey. Der Film wurde in schwarzweiß gedreht.

## Handlung

### Beginn der politischen Laufbahn
Frühling 1830 in Greeneville, Tennessee. Der Schneiderlehrling Andrew Johnson kommt auf der Flucht vor seinem ehemaligen Meister noch mit einem Eisenring am Bein in den Ort. Als er an einem Brunnen etwas trinkt, fällt den Bewohnern, die ihn beobachten, auf, dass er sein Hosenbein sehr geschickt repariert. Der Schmied des Ortes, Mordecai Milligan, spricht ihn an. Nachdem Johnson seine Geschichte erzählt hat, befreit Milligan ihn von seinem Eisenring. Johnson wird der Schneider des Dorfes. Bald schon muss er Eliza McCardle, einer Kundin und Bibliothekarin des Ortes, gegenüber zugeben, dass er nicht lesen und schreiben kann. Sie einigen sich darauf, dass Eliza in Zukunft bezahlt, indem sie ihn unterrichtet. Johnson erweist sich als ein guter Schüler. Bald liest er die Unabhängigkeitserklärung und ist von ihr beeindruckt. Insbesondere das Allgemeine Wahlrecht begeistert ihn. Auf einen Vorschlag Elizas, die er bald heiratet, hin geht er in die Politik. Dort herrschen die Landbesitzer vor, die eine Praxis anstreben, in der nur Landbesitzer wählen dürfen. Eines Tages ist eine wichtige Veranstaltung in der Lokalpolitik angesetzt. Sheriff Cass, der im Namen der Landbesitzer handelt, besucht Eliza und Andrew, um Andrew davon abzuhalten, an der Veranstaltung teilzunehmen. Dieser reagiert sehr verärgert, und als Cass etwas deutlicher werden will, nimmt Johnson eine Waffe und stürmt davon. Cass versucht weiterhin, ihn an der Teilnahme zu hindern und so kommt es zu Auseinandersetzungen, in deren Verlauf Mordecai Milligan ums Leben kommt. Daraufhin drängen mehrere Bewohner um Maude Fisher auf Rache. Johnson sorgt aber dafür, dass alles dem Gesetz entsprechend verläuft. Kurz darauf wird Andrew Johnson zum Sheriff Greenevilles.

### Die Sezession
Frühling 1860, wieder in Greeneville. Andrew Johnson, mittlerweile Vertreter Tennessees im Senat der Vereinigten Staaten, tritt auf einer Feier auf. Unter Jubel startet er eine Rede. Er spricht sich gegen die Sezession der Südstaaten aus, was den Jubel deutlich abflauen lässt. Im Senat hält er eine Rede mit ähnlichem Inhalt kurz bevor Jefferson Davis angekündigt wird. Er werde für den ganzen Süden sprechen. Tatsächlich informiert Davis den Senat von der Sezession Mississippis, seines Staates, und erklärt, dass dies seine Zeit im Senat und auch die seiner Amtskollegen aus den Südstaaten beende. Darauf verabschiedet er sich wortreich und verlässt den Saal, gefolgt von den anderen Senatoren der Südstaaten mit Ausnahme des sehr nachdenklichen Andrew Johnson. Dieser wird daraufhin des Verrats am Süden beschuldigt, was fast zu Handgreiflichkeiten führt. Nach der Sitzung zeigt Eliza ihre Erleichterung, dass alles friedlich abgelaufen sei. Daraufhin erklärt er ihr, dass es eine Kriegserklärung der Südstaaten gewesen sei und er Abraham Lincoln nun seine Hilfe anbieten und Truppen ausheben müsse.

### Johnson wird Vizepräsident
1863, die Wiederwahl Lincolns steht an. Es wird ein Kandidat für die Vizepräsidentschaft gesucht. Einige führende Republikaner, darunter Thaddeus Stevens, aber nicht Lincoln, diskutieren darüber. Die Besprechung wird unterbrochen durch eine Botschaft aus dem Weißen Haus, die zunächst nur Stevens und Senator Waters zu hören bekommen: Lincoln hat Andrew Stevens als Vizepräsidentschaftskandidaten ausgewählt. Im Sinne des Wahlerfolgs soll die Ernennung einstimmig sein. Nach etwas Widerspruch, stimmen Stevens, der um seine Rache am Süden fürchtet, und Waters dem zu. Lincoln und Johnson gewinnen die Wahl deutlich. Johnson, krank und nicht an Alkohol gewöhnt, feiert den Sieg mit Brandy und erscheint so alkoholisiert zu seiner Amtseinführung. Später schämt er sich dafür, doch Lincoln, der die Umstände dieses Fehltrittes kennt, schickt ihm einen Brief, in dem er ihm verzeiht.

### Johnsons Präsidentschaft bis zum Amtsenthebungsverfahren
April 1865. Nach dem Mord an Lincoln wird Johnson Präsident der USA. Doch bald zweifelt er an seiner Eignung für dieses Amt. Eliza überzeugt ihn aber mit dem Hinweis, dass er am Beginn seiner Amtszeit als Sheriff ebenso an sich gezweifelt habe und doch gut in dem Amt war. Ja, es sei schwer auf Lincoln zu folgen, aber er sei schließlich derjenige, den Lincoln dazu ausgewählt habe. Kurz danach hat er eine Unterredung mit Stevens, Waters und Hargrave, bei der Stevens den Vorschlag macht, die Südstaaten wie besiegte Feinde zu behandeln. Er hat vor, Land zu konfiszieren, jedem männlichen und erwachsenen Freigelassenen etwas Land zu überlassen und den Rest zur Deckung der Kriegskosten zu verkaufen. Es wird außerdem darauf hingewiesen, dass die Radikalen Republikaner in der Lage seien, ihn und seine Vetos zu überstimmen. Johnson lehnt den Vorschlag ab mit dem Hinweis, dass die Südstaaten gemäß Lincolns Auffassungen die USA nicht verlassen konnten und es damit auch nicht getan hätten. Daher müssten sie nun wie jeder andere Bürger auch behandelt werden. Kurz darauf findet Johnson heraus, dass einer seiner Minister, der noch von Lincoln eingesetzt worden war, für Stevens und seine Anhänger spioniert. Daraufhin entlässt er ihn. Dies ist ihm aber ohne die Zustimmung des Senats wegen des Tenure of Office Acts nicht erlaubt. Es wird mehrfach darauf hingewiesen, dass dieses Gesetz gegen sein Veto vom Senat durchgesetzt worden war. Daraufhin startet Stevens ein Amtsenthebungsverfahren gegen Johnson. Kurz danach unterzeichnet Johnson in Anwesenheit Stevens einen Gnadenerlass für all jene, die im Bürgerkrieg für die Lost Cause gekämpft haben, einschließlich Davis und Lee. Stevens ist daraufhin geschockt und fürchtet einen weiteren Bürgerkrieg. Da der Senat diese Begnadigungen nicht angreifen kann, bietet Stevens Johnson die Beendigung des Amtsenthebungsverfahrens an, wenn er diese Begnadigung zurücknehme. Johnson lehnt dies ab, erkennt aber nun, dass Stevens aus ehrlicher Überzeugung handelt. Er sagt Stevens aber auch, dass er ein Fanatiker und gerade deswegen so gefährlich sei.

### Das Amtsenthebungsverfahren
Johnson will seinen Gegnern ins Auge sehen. Doch seine Anwälte und auch Eliza raten ihm davon ab. Er erscheint also nicht bei der Verhandlung. Vorsitzender dieser Verhandlung ist laut Verfassung der Oberste Bundesrichter, Salmon P. Chase.  Senator Blackstone aus Tennessee, ein Freund Johnsons, sucht Johnson auf und sagt ihm, dass seine Unterstützer im Verfahren nicht gehört werden würden. Auf Johnsons Einwand, Chase sei korrekt und würde dies niemals zulassen, erklärt Blackstone, dass Chase es versucht habe, jedoch von den Senatoren überstimmt worden sei. Johnson eilt daraufhin erzürnt zur Verhandlung und hält dort eine Verteidigungsrede. Er sagt, er und nicht Stevens handle gemäß den Vorstellungen Lincolns und verliest den Entschuldigungsbrief, den Lincoln ihm nach seiner Amtseinführung geschickt hatte. Die Abstimmung beginnt. Kurz darauf fällt Senator Hyuler, ein Unterstützer von Stevens in Ohnmacht. Senator Waters, der bei Gelingen des Verfahrens neuer Präsident werden würde, möchte nicht mit schuldig stimmen, wird aber überzeugt, dass es ohne seine Stimme nicht gehe. Schon soll das Urteil verkündet werden: 35 schuldig, 18 unschuldig, einmal keine Antwort. Senator Hyuler ist immer noch ohne Bewusstsein. Stevens hält das Verfahren so lange auf, bis man Hyuler, nur so gerade bei Bewusstsein, in den Abstimmungssaal bringen kann. Chase entscheidet, dass Hyuler noch abstimmen kann und dafür auch nicht aufstehen muss. Hyuler stimmt für nicht schuldig. Damit kann Johnson seine Präsidentschaft fortführen.

### Wieder im Senat
Sieben Jahre nach dem Ende seiner Amtszeit wird Andrew Johnson erneut in den Senat gewählt. Dort wird er mit Standing Ovations empfangen. In seiner Antrittsrede begrüßt er, dass nun auch die Plätze der Südstaaten im Senat wieder besetzt sind. Er sagt, die Staaten seien wieder vereinigt, jetzt und für alle Zeiten.

## Produktion

### Produktionsfirmen
Der Film wurde von Metro-Goldwyn-Mayer produziert.

### Dreharbeiten
Tennessee Johnson wurde vom 9. Juni 1942 bis zum 17. August 1942 in den M-G-M Studios Culver City gedreht. Anfang Oktober 1942 wurden zusätzliche Szenen gedreht.

### Besetzung
Am 20. Juli 1942 berichtete der Hollywood Reporter, dass Van Heflin eine Appendizitis habe. Dies scheint jedoch keine Unterbrechung der Dreharbeiten bewirkt haben.
Jim Davis hatte sein Filmdebüt, für Charles Ray, der in den 1910er und den frühen 1920er Jahren ein beliebter Hauptdarsteller gewesen war, war es laut dem American Film Institute dagegen der letzte Film.

### Uraufführungen
Die Uraufführung erfolgte am 15. Dezember 1942 im Astor, New York. Kinostart war im Dezember 1942. Vertrieben wurde der Film von Metro-Goldwyn-Mayer.

## Rezeption

### Kritik
Einfach als Drama gesehen sei der Film eine sehr gute und fesselnde Biografie, eine der besten aus der Zeit des Zweiten Weltkrieges, für eine MGM Produktion ein ernsthaftes historisches Drama. Wie viele Biografien von politischen Helden leide Tennessee Johnson aber an der Notwendigkeit ausführlicher Erklärungen. Trotz provokativer Darstellungen von Heflin und Barrymore sei der Film einfach zu langweilig um die Aufmerksamkeit des Publikums zu erreichen. Historiker dagegen würden nicht zufrieden sein mit den Änderungen der Fakten, die nötig seien, um auch im Süden der USA akzeptiert zu werden. Das Script sei episodisch.
Abgesehen von den ersten Szenen trage Van Heflin den Film durch die schiere Ernsthaftigkeit und Stärke seiner Darstellung. Überhaupt ist Van Heflin von den meisten Kritikern sehr gelobt worden, zum Beispiel in Variety. Auch die anderen Rollen seien gut dargestellt, besonders hervorzuheben sei aber Morris Ankrum als Jefferson Davis bei seinem letzten Auftritt im Senat. Lionel Barrymore überstrahle den eigentlichen Hauptdarsteller Van Heflin, und er tue das mit viel Spaß.

## Einspielergebnis
Tennessee Johnson wurde, auch wegen der Kampagnen gegen den Film, als finanzieller Reinfall beurteilt. Der Film erscheint nicht in der Liste der Variety, die im Januar 1944 alle Filme aufgelistet hat, die 1943 mindestens 1.000.000 $ eingespielt haben. Über mehrere Jahre hat der Film 1.240.000 $ eingespielt.

## Nachwirkungen

### Radiosendung
Am 5. Juli 1943 strahlte das Screen Guild Theater eine halbstündige Radiofassung von Tennessee Johnson aus, in der auch Ruth Hussey und Lionel Barrymore sprachen.

### Johnson and Reconstruction
Johnson and Reconstruction ist eine Adaptation von Tennessee Johnson, die als Lehrfilm für Schulen gedacht war. Der Film ist 38:37 Minuten lang und eine Kurzversion des Films. Dafür wurden Teile des Films, die man für historisch nicht so wichtig (der Teil vor 1860 fehlt komplett) oder für Kinder nicht geeignet hielt (die Vereidigung Johnsons als Vizepräsident) weggelassen. Auch fehlen Teile, die historisch nicht so wie dargestellt (Unterzeichnung des Begnadigungserlasses) oder gar nicht (Lincolns Brief, Johnsons Rede im Impeachmentprozess) stattgefunden haben.

## Tennessee Johnsonund die Geschichte der Restauration

### Auffassungen zur historischen Genauigkeit vonTennessee Johnson
Der Film gab selbst zu, historisch nicht ganz korrekt zu sein. Auf einer Einblendung am Anfang des Films heißt es, dass das Medium Film „gewisse dramatische Freiheiten verlangt, die grundlegenden Fakten von Johnsons Leben aber auf der Geschichte beruhen.“
Sanderson Beck bezeichnet den Film als weitgehend akkurat, David O. Stewart findet ihn dagegen inakkurat bis in Lächerliche. Auch wesentliche Punkte im Film sind zumindest umstritten. So hat es die Rede Johnsons bei seinem Amtsenthebungsverfahren nicht gegeben.
Das größte Problem bezüglich der Geschichtsschreibung hat der Film jedoch mit der Beurteilung Andrew Johnsons und, invers dazu, Thaddeus Stevens. Zu der Zeit, als Tennessee Johnson entstand, folgte die Geschichtsschreibung noch William Archibald Dunnings Schule, die die Restauration scharf als Rache an den Weißen im Süden kritisierte. Johnson wurde damals als der Retter der Verfassung gesehen, während Stevens von dem US-Historiker James Truslow Adams als die „vermutlich verachtenswerteste, bösartigste und moralisch verbogenste Figur, die jemals viel Macht in Amerika erreicht hat“ bezeichnet wurde. Hollywood selbst hing noch der Lost Cause-Ideologie an, wie man sie in Filmen wie Die Geburt einer Nation (1915) oder Vom Winde verweht, das gerade einmal drei Jahre vor der Produktion von Tennessee Johnson sehr erfolgreich gewesen war, sehen konnte. Nicht zuletzt war auch der Wunsch, die Nation im Krieg zu einen, ein Motiv. Letzteres funktionierte allerdings zumindest mit Tennessee Johnson nicht (siehe den Abschnitt Zensur und das OWI).
Mit der US-amerikanischen Bürgerrechtsbewegung hat sich die Sichtweise der Historiker allerdings drastisch geändert. Nun gilt Johnson als der „rassistische, inkompetente und unverbesserlich konföderationsliebende“ Präsident, der sich bei Umfragen regelmäßig auf einem der letzten Plätze bei Umfragen über die Präsidenten wiederfindet. Er wird auch eng mit dem Entstehen des weißen Rassismus vor allem in den Südstaaten verbunden. Stevens dagegen wird nun als ein Kämpfer für die Gleichberechtigung gesehen, der sich für die Gleichberechtigung aller einsetzte, sich der Entwicklungen seiner Zeit wegen aber auf die der Afroamerikaner konzentrieren musste. So ist vielleicht zu verstehen, dass Tennessee Johnson von zeitgenössischen Kritikern zumeist als hochinteressante und akkurate Biografie aufgenommen wurde, heute jedoch wie ein reiner Propagandafilm wirkt.

### Zensur und das OWI
Tennessee Johnson war der erste Film eines größeren Studios, der aufgrund der Proteste von Afroamerikanern in nennenswertem Umfang verändert wurde. Auch der Name wurde dabei geändert; der Film hieß bis dahin Man on America’s Conscience. Im Sommer 1942 wurde vom Set geleakt, dass Thaddeus Stevens der Bösewicht des Films sei. Dies rief David Platt von der kommunistischen Zeitung Daily Worker auf den Plan, der eine Kampagne gegen den Film startete. Auch Walter White von der National Association for the Advancement of Colored People (NAACP) wurde aktiv, schließlich war Stevens ein Held der Afroamerikaner. Beteiligt wurden auch Lowell Mellett und Nelson Poynter vom United States Office of War Information (OWI), eine Regierungsstelle, die vor allem um die Einigkeit im Land besorgt war. Einen direkten Einfluss auf die Zensur hatte das Amt nicht, es kontrollierte aber die Verteilung der Filme an ausländische Stellen und wurde daher von den Filmproduzenten sehr ernst genommen.
White und Mellett wandten sich an Louis B. Mayer und wurden zu einer Vorführung des Filmes eingeladen. White meinte, der Film könne die Moral ernsthaft verletzen. Er sei auch „einseitig bis zu dem Punkt krasser Ungenauigkeit.“
Vincent Price, Zero Mostel, Ben Hecht und andere sollen das OWI sogar gebeten haben, den Film im Interesse der nationalen Einheit zu vernichten.
Mellett bat MGM daraufhin, den Film so weit zu entschärfen, dass es keinen Ärger gebe, oder, wenn dies nicht möglich sei, den Film so lange zurückzuhalten, bis das Land aus der Krise herausgekommen sei. MGM beschwerte sich daraufhin, setzte aber auch erneute Dreharbeiten an. Das Ergebnis war, dass Stevens etwas – wenn vielleicht auch unwesentlich – weniger negativ dargestellt wurde. Uneinigkeit herrscht über die Frage, ob in diesem Zusammenhang auch die Darstellung afroamerikanischer Personen zurückgesetzt wurde oder ob dies schon vorher geschehen war. Im fertigen Film gibt es nur vier afroamerikanische Figuren, was angesichts des Themas schon fragwürdig ist, und die sind alle als gehorsame Diener dargestellt. Selbst die wesentliche Figur der Lydia Hamilton Smith gibt es im Film nicht; die stattdessen angelegte Rolle der Addie wird von der auf mütterliche Figuren spezialisierten Louise Beavers dargestellt. Nachdem sich Vertreter des OWI begeistert über den Erfolg dieser Aktion geäußert hatten, stellte man bald fest, dass der doch nicht so groß sei. Man warnte sogar den Daily Worker und die NAACP davor, sich zu begeistert zu zeigen, da man bereits wieder um die nationale Einheit fürchtete. Das Ergebnis wurde auch in den Filmkritiken aufgegriffen. Manny Farber meinte in seiner Rezension in The New Republic, der Filme wirke stark zensiert und schloss, Zensur sei eine Schande, egal ob durch das Hays Office oder durch Liberale und das OWI. In der Rezension der New York Times meinte man dazu, der Film sei inmitten einer beachtlichen Menge von Anschuldigungen und Gegenanschuldigungen in denen man manchmal die Trompeten des Bürgerkriegs wieder zu hören schien veröffentlicht worden.